# Adela Turin
Adela Turin, née à Milan en 1939 et morte le 15 décembre 2021, est une éditrice et auteure italienne.

## Biographie
Adela Turin fonde en 1975 la maison d’édition Dalla Parte Delle Bambine, en référence à l’ouvrage du même nom de la chercheuse Elena Gianini Belotti (Du côté des petites filles). Elle s’associe aux éditions françaises Des femmes, fondées par Antoinette Fouque, pour publier une littérature pour enfants non sexiste, et avec la maison d’édition espagnole Lumen en 1976. Le premier album, rose bombonne (d’Adela Turin et Nella Bosnia) paraît en octobre 1975.
En 1979, son ouvrage Aurore. Aurore Dupin devient George Sand, illustré par Annie Goetzinger, obtient le Premio Grafico Fiera di Bologna per la Gioventù, de la Foire du livre de jeunesse de Bologne (Italie).
Adela Turin a publié en tant qu’auteure des dizaines d’albums, contes et bandes dessinées.
En 1994, elle fonde l’association européenne Dalla Parte Delle Bambine (Du côté des filles en français, En favor de las niñas en espagnol). Elle vise l’élimination du sexisme dans le matériel éducatif et la promotion de représentations anti-sexistes.
Dans le cadre de cette association, Adela Turin publie avec la sociologue Sylvie Cromer une étude de 537 albums de fiction illustrés parus en 1994, "Que racontent les albums pour enfants ? Ou comment présente-t-on les rapports hommes-femmes aux enfants." Elle met en évidence les stéréotypes sexistes qu'ils véhiculent.

## Œuvres
- Les cinq femmes de barbargent, d'Adela Turin, illustrations de Nella Bosnia, ed. Actes Sud junior, Grands Livres, 2000.
- Camélia et Capucine, d'Adela Turin, ill. de Nella Bosnia, ed. Actes Sud junior, Grands Livres, 2000
- Histoire de Sandwichs, d'Adela Turin, ill. de Nella Bosnia, ed. Actes Sud junior, Grands Livres, 2000
- Le temps des pommes, d'Adela Turin, ill. de Sophie Gilles, ed. Actes Sud junior, Grands Livres, 2000
- Rose Bonbon, d'Adela Turin, ill. de Nella Bosnia, ed. Actes Sud junior, Grands Livres, 1999 (nouvelle édition par cet éditeur, avec un nouveau titre et une nouvelle maquette, de rose bombonne, ouvrage paru en 1975)
- L'histoire vraie des bonobos à lunettes, d'Adela Turin, ill. de Nella Bosnia, ed. Actes Sud junior, Grands Livres, 1999
- Arthur et Clémentine, d'Adela Turin, ill. de Nella Bosnia, ed. Actes Sud junior, Grands Livres, 1999
- Un heureux malheur, d'Adela Turin, ill. de Nella Bosnia, ed. Actes Sud junior, Grands Livres, 1999
- Le jardinier astrologue, d'Adela Turin, ill. Barbara de Brunhoff, ed. Hatier, D'autres contes, 1982
- La main de Pamela, d'Adela Turin, ed. Hatier, D'autres contes, 1982
- Justine et la pelote blanche, d'Adela Turin, ill. de Cesari Aura, ed. Hatier, D'autres contes, 1981
- Les cadeaux de la fée, d'Adela Turin, ill. de Nella Bosnia, Hatier, D'autres contes, 1981
- La veste rapiécée, d'Adela Turin, ill. de Anna Curti, ed. Hatier, D'autres contes, 1980
- Les herbes magiques, d'Adela Turin, ill. de Nadia Pazzaglia, ed. Hatier, D'autres contes, 1980
- Au pays des géants, d'Adela Turin, ill. de Nella Bosnia, ed. Hatier, D'autres contes, 1980
- Les boîtes de cristal, d'Adela Turin, ill. de Nella Bosnia, ed.Hatier, D'autres contes, 1980
- Salut poupée, d'Adela Turin, ed. des Femmes, Du côté des petites filles, 1978
- Aurore. Aurore Dupin devient George Sand, Adela Turin, ill. de Annie Goetzinger, éd. des femmes, 1978[8]. Premio Grafico Fiera di Bologna per la Gioventù, de la Foire du livre de jeunesse de Bologne 1979[5].
- Maiepoimai, d'Adela Turin, ill. de Letizia Galli, ed. Dalla Parte delle Bambine, 1977
- Jamèdlavie, d'Adela Turin, ill. de Letizia Galli, ed. des Femmes, Du côté des petites filles, 1977
- Le père noël ne fait pas de cadeaux, d'Adela Turin, ed. des Femmes, Du côté des petites filles, 1977
- Clémentine s'en va, d'Adela Turin, ill. de Nella Bosnia, ed. des Femmes, Du côté des petites filles, 1976
- Histoire de sandwiches, d'Adela Turin, ed. des Femmes, Du côté des petites filles, 1976
- Les cinq femmes de barbagent, d'Adela Turin, ed. des Femmes, Du côté des petites filles, 1976
- L'histoire vraie des bonobos à lunettes, d'Adela Turin, ill. de Nella Bosnia, ed. des Femmes, Du côté des petites filles, 1976
- Après le déluge, d'Adela Turin, ill. de Nella Bosnia, ed. des Femmes, Du côté des petites filles, 1975
- rose bombonne, d'Adela Turin, ill. de Nella Bosnia, ed. des Femmes, Du côté des petites filles, 1975[9]